# Elek Péter
Elek Péter (Debrecen, 1992. –) magyar influenszer, zenész és humorista. 2017 óta a Showder Klub állandó fellépője.

## Élete és pályafutása
Debrecenben született és nőtt fel. Tanulmányait a Debreceni Egyetem Gazdaságtudományi Karán végezte. Már fiatal korától érdeklődött a zene iránt, 12 évesen kezdett el gitározni. A rock- és metálzene kiemelt szerepet játszik életében, melynek rajongójaként több zenekarban is játszott.
Humoristaként 2017-ben mutatkozott be országosan a Showder Klub színpadán, ahol azóta is rendszeresen fellép. Előadásaiban gyakran ötvözi a zenei elemeket és a stand-up műfajt, sajátos stílust alakítva ki.
A zene és a humor mellett szenvedélyes golfozó, szabadidejében rendszeresen űzi a sportot.